# Rắn ráo
Rắn ráo (danh pháp hai phần: Ptyas korros) hay còn gọi ngù thinh (người Tày), ngù sla (người Nùng) ngù xinh (người Thái), rắn lãi là một loài rắn thuộc họ Rắn nước (Colubridae) đặc hữu ở vùng Đông Nam Á.

## Mô tả
Đây là một loài rắn không có nọc độc. Đuôi rắn có màu ôliu và các vảy có màu sẫm ở phần rìa, trên các phần dày nhất của thân có các dải màu nâu nhạt mờ, nhưng mất dần đi khi chúng lớn. Mắt tương đối lớn. Chiều dài đầu và thân 1.080 mm (43 in); đuôi 700 mm (28 in).

## Sinh thái và tập tính
Rắn ráo sống trong rừng, trảng cỏ, bụi ven đường ven nương rẫy và cả trong nhà của con người. Chúng leo trèo, bơi lặn giỏi, thường chủ động bò đi tìm mồi một mình vào ban ngày.
Chúng săn bắt chuột, ếch, nhái và các loài động vật có xương sống nhỏ khác nhưng không thấy ăn cá như rắn nước.
Rắn đực có hai dương hành, khi giao phối rắn đực chỉ sử dụng một dương hành. Con đực có thể giao phối với nhiều con cái, trái lại con cái chỉ giao phối một lần. Thời gian giao phối có thể kéo dài từ nửa giờ đến vài giờ hay hơn nữa. Sau khi giao phối, tinh trùng nằm trong ống dẫn trứng của rắn cái trong nhiều tháng đến vài năm.
Mùa sinh sản thay đổi tùy theo địa phương, nhưng nói chung trong phạm vi từ tháng 4 tới tháng 8, thường đẻ trứng trong các tổ mối nhằm đảm bảo nhiệt độ và độ ẩm ổn định của một lò ấp trứng tự nhiên, và khi những con non nở ra chúng có thể tìm ngay mối và ấu trùng mối để ăn. Rắn ráo đẻ 10 - 12 trứng mỗi lứa.

## Phân bổ
Loài rắn này phân bổ rộng khắp trong khu vực Ấn Độ, Trung Quốc và Đông Nam Á, kéo dài tới một vài đảo thuộc Indonesia.

## Sử dụng
Tại Việt Nam, và một số nước trong khu vực đông nam á người ta thường bắt Rắn ráo để chế biến món ăn là chính vì thịt rắn ráo có vị ngọt, xương cũng mềm không cứng và không có mùi như nhiều loài rắn khác, ngoài ra người ta cũng dùng rắn ráo để ngâm rượu cùng một số loài rắn như hổ mang, rắn lục, cạp nong, cạp nia hay các vị thuốc khác trong các loại rượu tam xà, ngũ xà.

## Hình ảnh

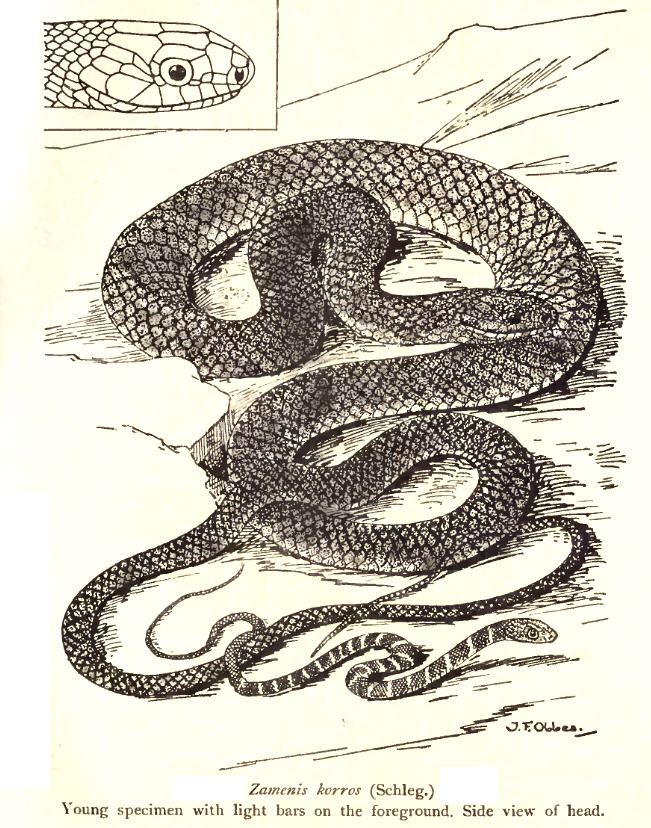
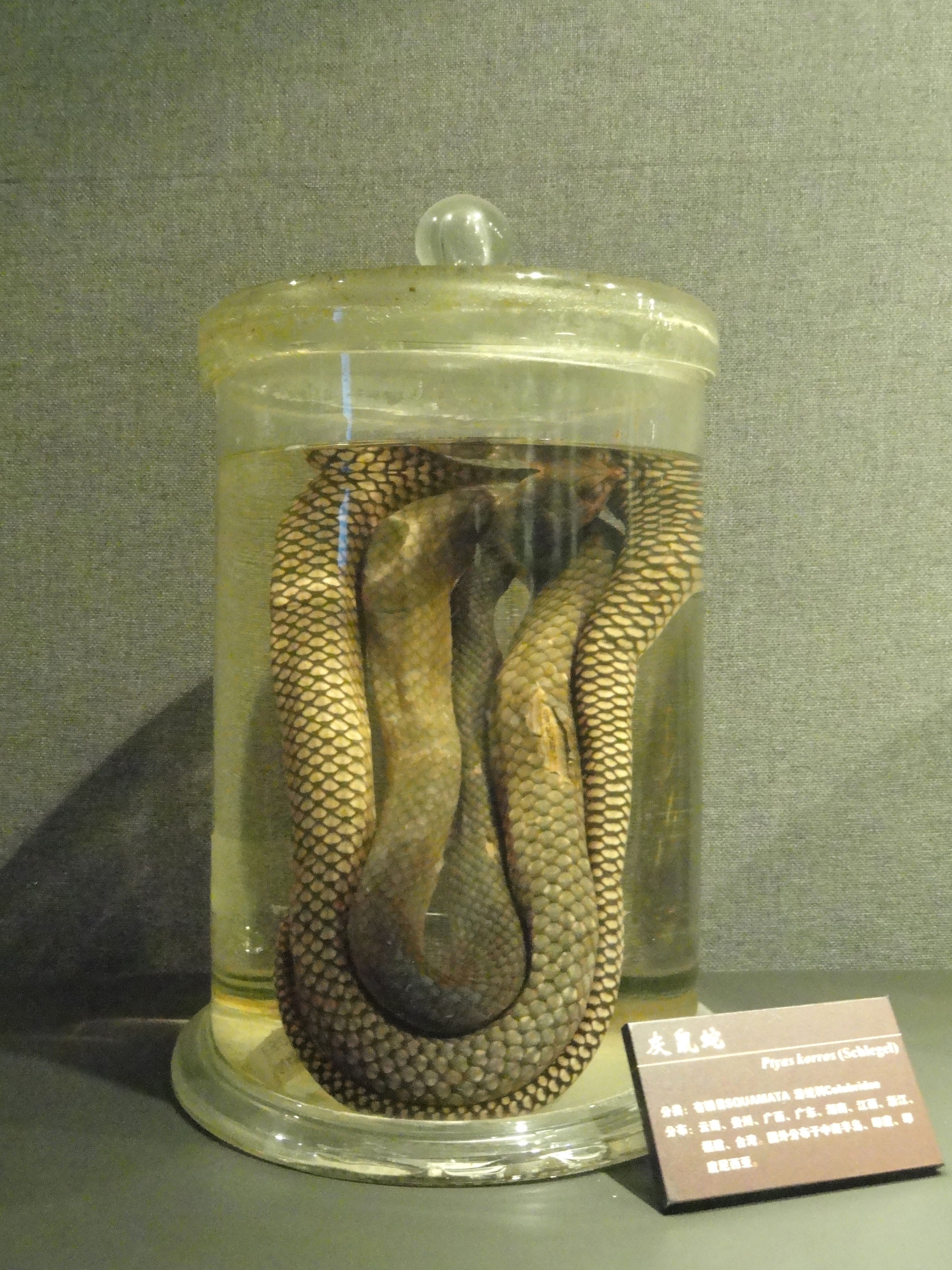